# Запольская волость

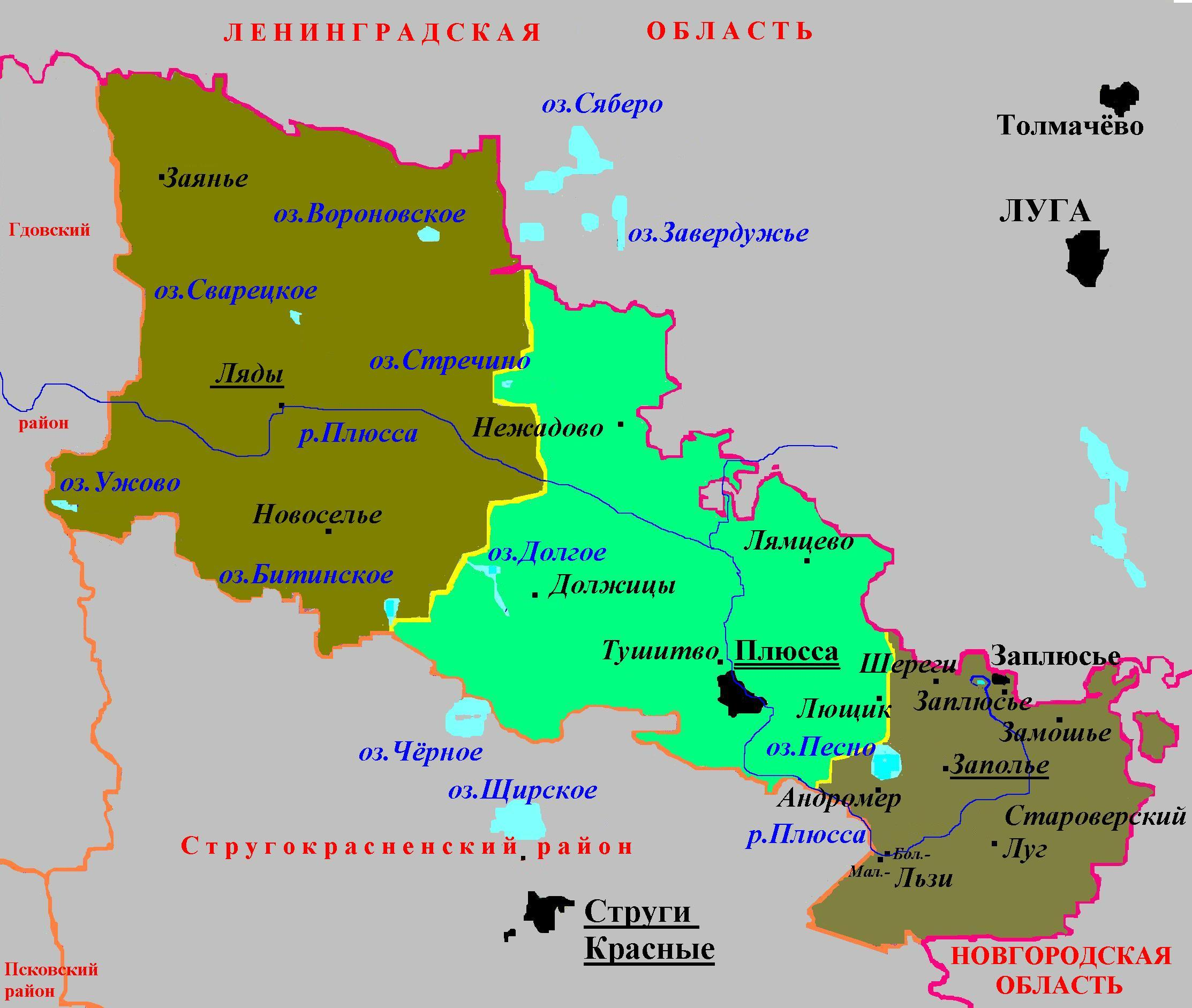
Административное деление Плюсского района с 2006 года

Запольская волость — бывшие (c 1995 до 2015) административно-территориальная единица 3-го уровня и (с 2006 до 2015) муниципальное образование со статусом сельского поселения в Плюсском районе Псковской области России. До 1995 года — Запольский сельсовет.
Административный центр — деревня Заполье.

## География
Территория волости занимала восточную часть района и граничила на западе с Плюсской волостью, на юге — со Стругокрасненским районом Псковской области, на севере — с Ленинградской областью, на востоке — с Новгородской областью.
На территории волости располагались озёра: Песно (4,85 км², глубиной до 3,1 м), Заплюсское (2,55 км², глубиной до 3 м) и др.

## Население
| 2002 | 2010 | 2012 | 2013 | 2014 | 2015 |
| ---- | ---- | ---- | ---- | ---- | ---- |
| 1145 | ↘904 | ↘870 | ↘824 | ↘787 | ↘756 |

## Населённые пункты
В состав Запольской волости входили 19 деревень: Заполье, Андромер, Большие Льзи, Григорьевка, Дуброво, Дуплёво, Замошье, Заплюсье, Запесенье, Заречье, Звягино, Ивановск, Ивановское, Любенск, Малые Льзи, Остров, Полосы, Староверский Луг, Шерёги.

## История
Территория этой волости в 1927 году вошла в Лядский район в виде ряда сельских советов, в том числе Запольского сельсовета.  С 1932 до 1935 годы она временно входила в Лужский район.
Указом Президиума Верховного Совета РСФСР от 16 июня 1954 года в Запольский сельсовет были включены Большельзинский, Залисенский и Заплюсский сельсоветы.
Решением Псковского облисполкома от 20 сентября 1956 года из части территорий Запольского, Модолицкого и Плюсского сельсоветов был выделен Которский сельсовет. Решением Псковского облисполкома от 12 октября 1956 года из части территорий Запольского сельсовета вновь был выделен Заплюсский сельсовет. Решением Псковского облисполкома от 24 декабря 1959 года Которский сельсовет был упразднён и поделён между Запольским и Плюсским сельсоветами.
С 1963 до 1965 годы территория Плюсского района с его сельсоветами временно входила в Стругокрасненский район.
Постановлением Псковского областного Собрания депутатов от 26 января 1995 года все сельсоветы в Псковской области были переименованы в волости, в том числе Запольский сельсовет был превращён в Запольскую волость.
Законом Псковской области от 28 февраля 2005 года было также образовано муниципальное образование Запольская волость со статусом сельского поселения с 1 января 2006 года в составе муниципального образования Плюсский район со статусом муниципального района.
Согласно Закону Псковской области от 30 марта 2015 года № 1508-ОЗ «О преобразовании муниципальных образований», Запольская волость была упразднена и включена в городское поселение Заплюсье с центром в рабочем посёлке Заплюсье.